# 불의 검 (뮤지컬)
《불의 검》은 대한민국의 창작 뮤지컬이다. 김혜린의 동명만화가 원작이다. 청동기에서 철기로 넘어가는 시대를 배경으로, 청동기 부족 아무르의 전사 가라한 아사와 산골 소녀 아라의 사랑을 그리고 있다. 2005년 국립극장 해오름극장에서 초연되었고, 제작비 12억원을 들인 대형 창작 뮤지컬이었지만 흥행에는 실패했다. 같은 해에 KBS1 문화스페셜로 방영되기도 했다.

## 평가
장중한 분위기의 무대 세트와 음악으로 호평을 받았다. 각색에는 원작자도 참여해 만화를 읽지 않은 사람도 내용을 이해할 수 있도록 수정했으나 12권 분량을 담아내기에는 버거웠다는 평과 함께 일부 배우의 연기 부족 등이 지적받았다.

## 출연진
- 아사 역 - 임태경, 최민철
- 아라 역 - 이소정, 홍금단
- 수하이바토르 역 - 서범석
- 온구트 역 - 박철호, 허중혁
- 카라 역 - 진아라, 이수정
- 소서노 역 - 임선애
- 마리한 역 - 이기욱

## 스태프
- 작사 - 김혜린
- 작곡 - 김대성, 최완희, 황강록, 고상미
- 대본 - 박연, 김정훈, 김혜린
- 연출 - 박일규
- 안무 - 서병구
- 무대디자인 - 손호성
- 조명디자인 - 고희선
- 의상디자인 - 황연희